# Szczakowianka Jaworzno
Szczakowianka Jaworzno is een voetbalclub uit de stad Jaworzno in Polen.
De clubkleuren van Szczakowianka zijn wit-rood.

## Historie
De club werd op 9 juli 1923 opgericht als KS Szczakowianka na een fusie van Kartagina, Rewia en Sparta, de drie kleinste clubs van de stad. Daarna veranderde de clubnaam als volgt:
- 1947 - Hutniczy KS Szczakowianka
- 1948 - ZKS Unia Szczakowa
- 1951 - Koło Sportowe Unia Szczakowa
- 1957 - KS Szczakowianka
- 1968 - MZKS Szczakowianka
- 1991 - KS Szczakowianka
- 2001 - KS Garbarnia Szczakowianka Jaworzno
- 2004 - KS Szczakowianka Jaworzno
- 2007 - KS Jaworzno

Szczakowianka speelde in het jaar 2002/2003 in de hoogste Poolse voetbalcompetitie, de Ekstraklasa. De club degradeerde echter meteen naar de II liga.